# Acehúche
Acehúche (en extremeño L'Aceúchi) es una villa y municipio español, en la provincia de Cáceres, comunidad autónoma de Extremadura. Históricamente perteneciente a la desaparecida Tierra de Alcántara, y actualmente pertenece al partido judicial de Cáceres. Su ayuntamiento está integrado la Mancomunidad de la Rivera de Fresnedosa y en la Asociación para el Desarrollo del Valle del Alagón (ADESVAL). Se encuentra en la orilla norte del Río Tajo. Fue arrabal de la villa de Alcántara hasta su escisión en 1572. Hasta 1873, la denominación oficial de la villa fue El Aceúche. En 2017 contaba con 814 habitantes censados.

## Geografía física

### Localización

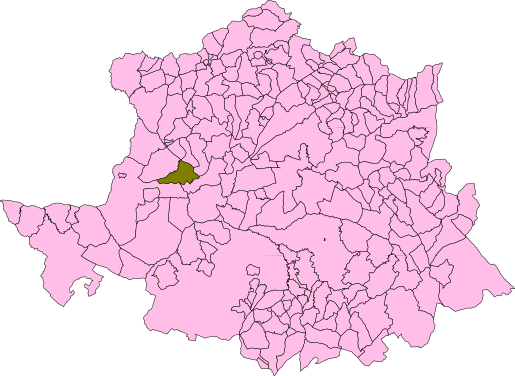
Término municipal de Acehúche en la provincia de Cáceres

Tiene un área de 91,06 km² con una población de 814 habitantes en 2017 y una densidad de 8,94 hab/km². Su término municipal tiene los siguientes límites:
- Pescueza al norte.
- Portaje al este.
- Alcántara y Portezuelo al sur.
- Ceclavín al oeste.

### Hidrografía
Por Acehúche pasan los ríos Tajo y Rivera de Fresnedosa. El primero de ellos inunda gran parte del término municipal al ser retenidas sus aguas por el embalse de José María de Oriol Embalse de Alcántara. Por ello hay un pantano, numerosos arroyos y lagunas. Arroyos: El Arroyo Listero, La Garganta, el Arroyo de los Infiernos, y Valdelaosa. Lagunas: La Laguna del Mayo, la Laguna "Engorroná", la Laguna Nueva, la Laguna de Valle Oscuro y la Laguna del Alverío.

## Historia
En 1594 formaba parte de la Tierra de Alcántara en la Provincia de Trujillo.
A la caída del Antiguo Régimen la localidad se constituye en municipio constitucional en la región de Extremadura, Partido Judicial de Garrovillas  que en el censo de 1842 contaba con 240 hogares y 1315 vecinos.

## Demografía
Acehúche cuenta con una población de 805 habitantes (INE 2024).
| Gráfica de evolución demográfica de Acehúche entre 1842 y 2021 |
| |
| Población de derecho según los censos de población del INE Población de hecho según los censos de población del INEEn estos censos se denominaba Acehuche: 1842, 1857, 1860, 1877, 1887, 1900, 1910, 1920, 1930, 1940, 1950, 1960, 1970, 1981, 1991 y 2001. |

## Comunicaciones
| Nombre                         | Lugar de entrada al pueblo | Lugares a los que va                                                       |
| ------------------------------ | -------------------------- | -------------------------------------------------------------------------- |
| EX-372 Avenida Juan de Morales | Oeste de la localidad      | Lleva a Ceclavín.                                                          |
| EX-372 Avenida Juan de Morales | Este de la localidad       | Lleva a la EX-109, por la cual se puede ir a Portezuelo o a Torrejoncillo. |

## Símbolos
El escudo de Acehúche fue aprobado mediante la "Orden de 1 de diciembre de 1987, de la Consejería de Presidencia y Trabajo, por la que se aprueba el Escudo Heráldico del Municipio de Acehúche (Cáceres)", publicada en el Diario Oficial de Extremadura el 7 de diciembre de 1987, tras haberse aprobado por el pleno municipal el 16 de julio de 1987 y haber recibido informe de la Real Academia de la Historia el 23 de octubre de 1987. El escudo se define así:

Partido. Primero, de plata, un castillo de gules surmontado de una Cruz de Alcántara de sinople. Segundo, de oro, un olivo arrancado de su color. Al timbre, corona real cerrada.

## Patrimonio
En Acehúche se encuentran los siguientes monumentos religiosos:
- Iglesia de San Juan Bautista, en el centro del pueblo, del siglo XVII. Es la iglesia parroquial del pueblo.
- Ermita de Santa María, al Sureste del pueblo, del siglo XVII.
- Ermita del Cristo de la Cañada, al Este del pueblo, del siglo XVII.
- Ermita de Nuestra Señora de Fátima, en la finca El Valsano. Allí se celebra la romería.

## Festividades

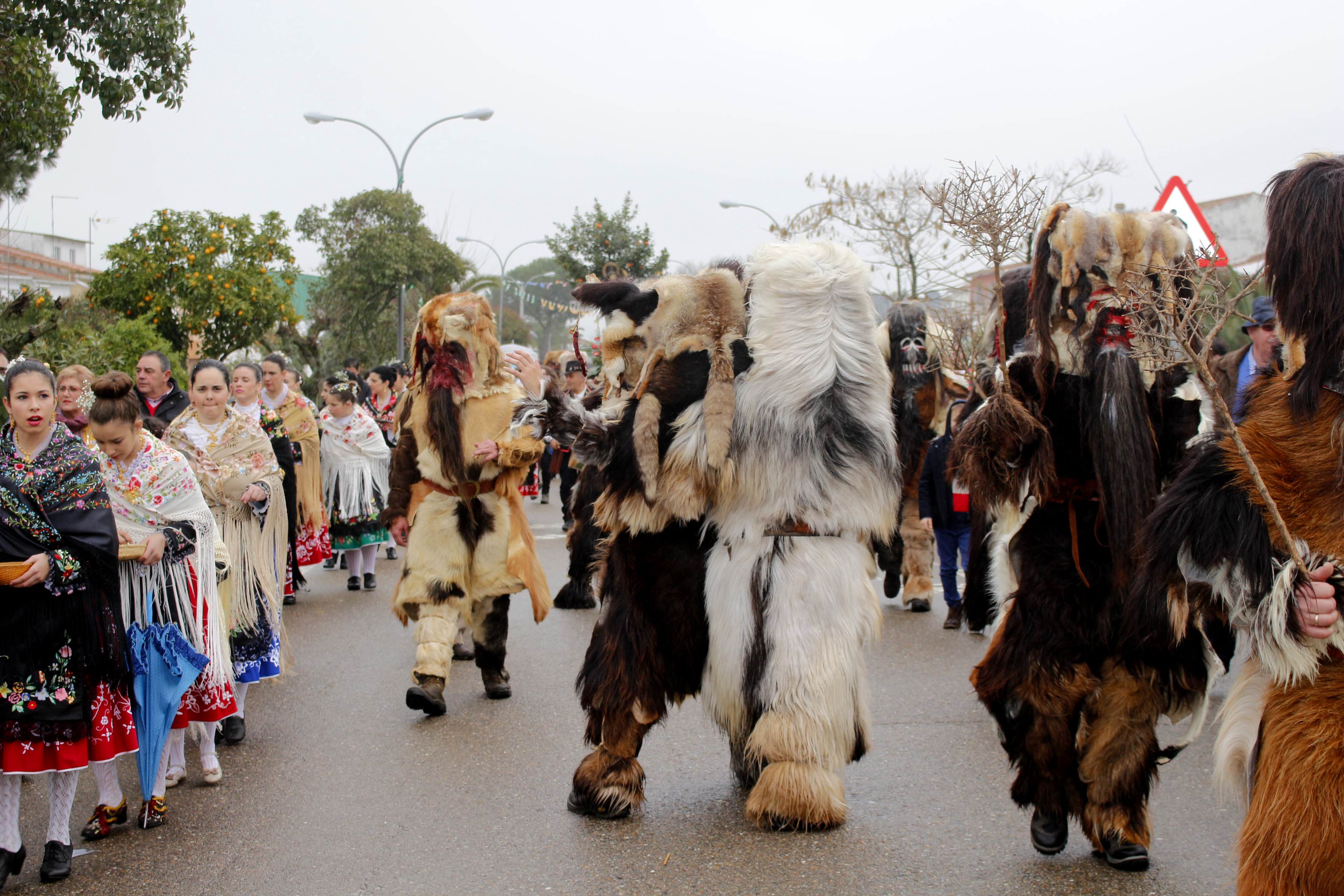
Las Carantoñas de Acehúche

En el municipio se celebran las siguientes fiestas locales:
- Las Carantoñas, 20 y 21 de enero, en honor a San Sebastián, declarada Fiesta de Interés turístico Nacional.
- Feria Ibérica del Queso de Cabra de Acehúche. Fin de Semana Domingo de Ramos.
- Fiestas del emigrante, el primer fin de semana de agosto.
- Romería de la Virgen de Fátima, el primer sábado después de Semana Santa.
- La Machorrita, el 23 de diciembre.